# Luigi Musso
Luigi Musso (Róma, 1924. július 28. – Reims, 1958. július 6.) olasz autóversenyző, Formula–1-es pilóta. Az 1950-es évek elején rendezett sportkocsiversenyek legnagyobb alakja.

## Pályafutása
Egy Maserati 250F-sel megnyerte a világbajnokságon kívül megrendezett pescarai nagydíjat és második lett az 1954-es Formula–1-es spanyol nagydíjon. 1955-ben sorozatban érte el a jó eredményeket, így 1956-ban szerződést kapott a Ferraritól. Még abban az évben megnyerte az első Formula–1-es futamát, az argentin nagydíjat, miközben Lancia-Ferrariján Juan Manuel Fangióval osztozott. Ekkor már csapattársaival Mike Hawthornnal és Peter Collinsszal is meg kellett küzdenie.

## Halála
1958. július 6-án rendezték az 1958-as Formula–1-es világbajnokság hatodik futamát, a francia nagydíjat. A verseny kilencedik körében Musso egy éles jobb kanyarban kisodródott Ferrarijával. Holtan emelték ki az összetört roncsból.

## Teljes Formula–1-es eredménysorozata
| Év   | Csapat   | 1       | 2      | 3     | 4     | 5      | 6      | 7      | 8      | 9       | 10  | 11  | Helyezés | Pont |
| ---- | -------- | ------- | ------ | ----- | ----- | ------ | ------ | ------ | ------ | ------- | --- | --- | -------- | ---- |
| 1953 | Maserati | ARG     | 500    | NED   | BEL   | FRA    | GBR    | GER    | SUI    | ITA 7 † |     |     | –        | 0    |
| 1954 | Maserati | ARG Ni  | 500    | BEL   | FRA   | GBR    | GER    | SUI    | ITA Ki | ESP 2   |     |     | 8.       | 6    |
| 1955 | Maserati | ARG 7 ‡ | MON Ki | 500   | BEL 7 | NED 3  | GBR 5  | ITA Ki |        |         |     |     | 10.      | 6    |
| 1956 | Ferrari  | ARG 1 * | MON Ki | 500   | BEL   | FRA    | GBR    | GER Ki | ITA Ki |         |     |     | 11.      | 4    |
| 1957 | Ferrari  | ARG Ki  | MON    | 500   | FRA 2 | GBR 2  | GER 4  | PES Ki | ITA 8  |         |     |     | 3.       | 16   |
| 1958 | Ferrari  | ARG 2   | MON 2  | NED 7 | 500   | BEL Ki | FRA Ki | GBR    | GER    | POR     | ITA | MOR | 8.       | 12   |

† A helyezést Sergio Mantovanival közösen kapta.
‡ A helyezést Sergio Mantovani and Harry Schell-lel közösen kapta.
* A helyezést Juan Manuel Fangióval közösen kapta.

## Fordítás
- Ez a szócikk részben vagy egészben  a   Luigi Musso című angol Wikipédia-szócikk fordításán alapul.  Az eredeti cikk szerkesztőit annak laptörténete sorolja fel. Ez a jelzés csupán a megfogalmazás eredetét és a szerzői jogokat jelzi, nem szolgál a cikkben szereplő információk forrásmegjelöléseként.